# Maestro Piero
Maestro Piero, nebo latinsky Magister Piero či jen Piero, 1300?-1350? byl italský hudební skladatel, jeden z prvních představitelů italského Trecenta, jehož jméno známe, a zřejmě je také jedním z nejstarších. Významné jsou především svými madrigaly.

## Životopis
O životě Maestra Piera není známo více, než kolik je možno vyčíst z jeho hudby a jedné ilustrace, jež je zřejmě jeho podobiznou. Na boloňské ilustraci z první poloviny 14. století je vyobrazen jako muž mezi 50 a 60 lety, z čehož se dá usuzovat přibližné datum narození před rokem 1300. Na rozdíl od mnohých skladatelů italského trecenta, nebyl Florenťan, až do doby, kdy se objevuje v kronice Filippa Villaniho, jež zahrnuje všechny činné hudebníky ve Florencii ve 14. století. Piero snad pocházel z Assisi a je známo, že pobýval v Miláně a Veroně na náklady Viscontiů a Scaligerů, a je možné, že působil také v Padově s Antoniem della Scala ještě před příchodem do Verony, společně se skladatelem Giovannim da Cascia (Giovanni da Firenze).

## Hudba
Pouze osm jeho skladeb se dochovalo do dnešních dní, další dvě caccie mu jsou připisovány pro kompoziční podobnost. Všechny skladby jsou z oblasti světské hudby: šest madrigalů a dvě caccie. Všech osm skladeb je uchováno ve Národní knihovně ve Florencii. Dvě z nich jsou také uvedeny v Codexu Rossi.
Pierovy madrigaly jsou prvními dochovanými skladbami tohoto typu, v nichž je použita technika kánonu. Madrigaly jsou dvojhlasé a obě caccie trojhlasé. Časté užití kánonu je právě to, co odlišuje jeho tvorbu od současníků, zejména v ritornellech svých madrigalů. Skladby Piera jasně dokládají vývoj tříhlasé formy caccie oproti madrigalu, v němž se kánonová část stala kánonem dvojhlasým, nad tenorem, charakteristickým pro cacciu.

## Dílo

### Dvojhlasé madrigaly a caccia-madrigal
1. All'ombra d'un perlaro
2. Cavalcando con un giòvine
3. Ogni diletto
4. Quando l'àire comença
5. Sì com'al canto
6. Sovra un fiume regale

### Caccie (trojhlasé)
1. Con brachi assai
2. Con dolce brama